# Cronologia da pandemia de COVID-19 na Polônia
Este artigo documenta a cronologia da pandemia de COVID-19 na Polônia.

## Cronologia

### Março de 2020
- 4 de março: O primeiro caso do novo coronavírus é confirmado na Polônia. Essa marca é registrada pelo Ministério da Saúde do país.[1]
- 20 de março: O primeiro-ministro da Polônia, Mateusz Morawiecki, declara o estado de ameaça epidêmica.[2]

### Abril de 2020
- 22 de abril: O número de casos confirmados do novo coronavírus na Polônia ultrapassa 10.000, registrado pelo Ministério da Saúde do país.[3][4]
- 24 de abril: O governo da Polônia estende o fechamento de escolas e pré-escolas por um mês até 24 maio.[5]

### Maio de 2020
- 6 de maio: O governo da Polônia adia a eleição presidencial de 10 de maio devido à pandemia do novo coronavírus.[6]

### Junho de 2020
- 28 de junho: O primeiro turno da eleição presidencial na Polônia ocorre após ser adiada por causa da pandemia do novo coronavírus.[7]

### Outubro de 2020
- 4 de outubro: O número de casos do novo coronavírus na Polônia ultrapassa 100.000, registrado pelo Ministério da Saúde do país.[8]
- 10 de outubro: A Polônia anuncia as novas medidas para conter a pandemia após o aumento do número de casos na Europa.[9]
- 19 de outubro: A Polônia decide montar o primeiro hospital de campanha para tratar os pacientes de COVID-19 no estádio nacional na capital do país, Varsóvia.[10]
- 21 de outubro: A Polônia registra mais de 10.000 novos casos de COVID-19 em um dia, marcando o maior aumento diário do país desde o início da pandemia.[11]
- 24 de outubro: O presidente da Polônia, Andrzej Duda, testa positivo para o novo coronavírus.[12][13]

### Novembro de 2020
- 7 de novembro: O número de casos do novo coronavírus na Polônia ultrapassa 500.000, registrado pelo Ministério da Saúde do país.[14][15]
- 12 de novembro: O primeiro-ministro da Polônia, Mateusz Morawiecki, descarta um bloqueio total nacional após a queda do número de casos do novo coronavírus no país.[16]
- 24 de novembro: Os cientistas poloneses identificam os primeiros casos do novo coronavírus em visons em uma fazenda no norte do país. Os oito casos são identificados.[17]

### Dezembro de 2020
- 2 de dezembro: O número de casos do novo coronavírus na Polônia ultrapassa um milhão, registrado pelo Ministério da Saúde do país.[18][19]